# Muslim Television Ahmadiyya
Muslim Television Ahmadiyya (MTA; Eigenschreibweise: mta) ist ein Fernsehsender der Ahmadiyya Muslim Jamaat (AMJ) mit Sitz in London.
MTA International ist ein nichtkommerzieller Fernsehsender, der weltweit täglich 24 Stunden zu empfangen ist. Die Programme haben nicht nur religiöse, sondern auch kulturelle Themen zum Inhalt. Die Sendebeiträge werden von Mitgliedern der AMJ in gemeinnütziger Arbeit (Waqar-e-Amal) erstellt.
MTA International wird unter anderem in den Sprachen Malaysisch, Deutsch, Englisch, Urdu, Arabisch, Chinesisch, Französisch, Indonesisch und Bengalisch gesendet.

## Geschichte
MTA International wurde von Mirza Tahir Ahmad am 21. August 1992 gegründet. Der Sender strahlt sein Programm von London über Satellit aus. In der Anfangsphase konnte MTA International nur fünf Stunden täglich in Europa empfangen werden. Seit April 1996 ist MTA International weltweit 24 Stunden zu empfangen. Dies ist durch ehrenamtliche Arbeit und Spenden von Mitgliedern der AMJ möglich.
Im Jahre 2004 startete der Sender mit einem zweiten Kanal, das offiziell den Namen MTA Al-Saniya (Al-Saniya = Der Zweite, MTA2) trägt. Er strahlt spezielle (europäische) Programme für Frankreich, Großbritannien und Deutschland aus.
Seit 23. März 2007 sendet einen dritten Kanal, MTA Al-Arabiyya, Beiträge für arabische Länder.
Satelliten Info:
- MTA1: mta-muslim.tv (MTA AL-ULA) Satellit Astra2 28,2° Ost
- MTA2: MTA INTL (MTA AL-Saniya) Satellit Hotbird 13° Ost
- MTA3: MTA International (MTA AL-Arabiyya) Satellit Hotbird 13° Ost

## Ziele und Arbeitsweise
MTA International zeichnet sich durch die unkommerzielle Arbeitsweise aus. Sämtliche Tätigkeiten werden ehrenamtlich von Mitgliedern ausgeführt, die sich das nötige Fachwissen autodidaktisch erarbeitet haben. MTA International sendet ein bunt gemischtes Programm mit dem Schwerpunkt auf Sendungen religiösen Inhalts, womit die spirituelle und moralische Entwicklung der Gemeinde unterstützt werden soll.
Die Sendungen werden in der ganzen Welt produziert und oft in verschiedenen Sprachen über sieben unterschiedliche Audio-Kanäle gesendet. In bestimmten Zeitfenstern werden Beiträge verschiedener Länder gesendet. In den meisten Beiträgen dominiert aber noch Urdu.

## Motto
Das Motto „Die Enden der Welt erreichen“ leitet sich aus einer Prophezeiung von Mirza Ghulam Ahmad, dem Begründer der Ahmadiyya her. Er soll 1898 von Gott persönlich die Zusage erhalten haben, dass "seine Botschaft die Enden der Welt erreichen" werde. (Englisch: I'll cause thy message to reach the corners of the earth.)

## Das Programm
Zu jeder Gebetszeit wird der Adhān gerufen. Außerdem gibt es zwischen den Programmen zahlreiche kurze arabische Gebete mit englischer und Urdu-Übersetzung, die auch jeder Ahmadi 11 bzw. 33 Mal am Tag zitieren sollte.
Jeden Freitag um 14 Uhr mitteleuropäischer Zeit wird die Freitagsansprache (Chutba) des Kalifen auf Urdu live übertragen, die auch gleichzeitig in verschiedene Sprachen übersetzt wird. In der Freitagsansprache werden meistens verschiedene Fragen des Glaubens behandelt. 
Jeden Abend um 18 bzw. 19 Uhr mitteleuropäischer Zeit wird ein einstündiges Programm in deutscher Sprache gesendet, das von in Deutschland lebenden Mitgliedern moderiert wird.
Die Besuche des spirituellen Oberhaupts, des Khalifat ul-Massih, in anderen Ländern werden auch übertragen. Die Besuche finden meistens auf Anfragen des jeweiligen Emirs statt, der den Kalifen (meistens) darum bittet beispielsweise an der Jalsa Salana teilzunehmen. Die Eröffnungs- und Endzeremonie wird von jeder Jalsa Salana, an der der Kalif teilnimmt, oft live übertragen. Besondere Aufmerksamkeit erfahren Übertragungen des Programms von der Jalsa Salana in Qadian (Indien) und der internationalen Jalsa Salana des Vereinigten Königreiches. Dazu gehören größtenteils Reden des Kalifen und anderer Mitglieder der AMJ, aber auch Reden von Nicht-Ahmadi-Gästen. 
Ansonsten werden Wiederholungen der Freitagsansprachen oder Archive gesendet wie bspw. Fragen & Antworten-Sendungen mit Mirza Tahir Ahmad, Khalifat ul-Massih IV.